# Budrus (Palestine)
Budrus, en arabe : بُدرُس, est un village du gouvernorat de Ramallah et Al-Bireh en Palestine. Il est situé à 21 km au nord-ouest de Ramallah et au centre de la Cisjordanie.
Selon le recensement du bureau central palestinien des statistiques, la localité compte une population de 1 596 habitants en 2017.